# 董灌
董灌（1474年—？），字存誠，福建泉州府晉江縣人，軍籍，明朝政治人物。

## 生平
弘治十四年（1501年）辛酉科福建鄉試第十八名舉人。弘治十五年（1502年）中式壬戌科會試第八十六名，二甲第二十三名進士。

## 家族
曾祖董端靖；祖父董瑄；父董鳳儀，前母徐氏；母岳氏。具庆下。弟董澄。